# Course automobile de Spa-Francorchamps de Formule 2
La Course de Spa-Francorchamps de Formule 2 est une course de monoplaces, qui généralement sert de support au Grand Prix automobile de Belgique. De 2005 à 2016, l'épreuve comptait pour le GP2 series, puis, à partir de 2017, pour le championnat de Formule 2 FIA.

## Palmarès
| Année   | Vainqueur                                         | Écurie                                            | Catégorie    | Résultats |
| ------- | ------------------------------------------------- | ------------------------------------------------- | ------------ | --------- |
| 1981    | Geoff Lees                                        | Ralt-Honda                                        | Formule 2    | Résultats |
| 1982    | Thierry Boutsen                                   | Spirit Racing                                     | Formule 2    | Résultats |
| 1983-84 | Non tenu                                          | Non tenu                                          | Non tenu     | Non tenu  |
| 1985    | Mike Thackwell                                    | Ralt Racing Ltd                                   | Formule 3000 | Résultats |
| 1986    | Philippe Alliot                                   | Equipe Oreca                                      | Formule 3000 | Résultats |
| 1987    | Michel Trollé                                     | GBDA Motorsport                                   | Formule 3000 | Résultats |
| 1988    | Non tenu                                          | Non tenu                                          | Non tenu     | Non tenu  |
| 1989    | Jean Alesi                                        | Eddie Jordan Racing                               | Formule 3000 | Résultats |
| 1990    | Non tenu                                          | Non tenu                                          | Non tenu     | Non tenu  |
| 1991    | Emanuele Naspetti                                 | Forti Corse                                       | Formule 3000 | Résultats |
| 1992    | Andrea Montermini                                 | Forti Corse                                       | Formule 3000 | Résultats |
| 1993    | Olivier Panis                                     | DAMS                                              | Formule 3000 | Résultats |
| 1994    | Jean-Christophe Boullion                          | DAMS                                              | Formule 3000 | Résultats |
| 1998    | Gonzalo Rodríguez                                 | Team Astromega                                    | Formule 3000 | Résultats |
| 1999    | Jason Watt                                        | Super Nova Racing                                 | Formule 3000 | Résultats |
| 2000    | Fernando Alonso                                   | Team Astromega                                    | Formule 3000 | Résultats |
| 2001    | Ricardo Sperafico                                 | Petrobras Junior Team                             | Formule 3000 | Résultats |
| 2002    | Giorgio Pantano                                   | Coloni F3000                                      | Formule 3000 | Résultats |
| 2003    | Non tenu                                          | Non tenu                                          | Non tenu     | Non tenu  |
| 2004    | Robert Doornbos                                   | Arden International                               | Formule 3000 | Résultats |
| 2005    | Nelson Piquet, Jr.                                | Hitech/Piquet Racing                              | GP2 Series   | Résultats |
| 2005    | Adam Carroll                                      | Super Nova Racing                                 | GP2 Series   | Résultats |
| 2006    | Non tenu                                          | Non tenu                                          | Non tenu     | Non tenu  |
| 2007    | Nicolas Lapierre                                  | DAMS                                              | GP2 Series   | Résultats |
| 2007    | Karun Chandhok                                    | Durango                                           | GP2 Series   | Résultats |
| 2008    | Romain Grosjean                                   | ART Grand Prix                                    | GP2 Series   | Résultats |
| 2008    | Pastor Maldonado                                  | Piquet Sports                                     | GP2 Series   | Résultats |
| 2009    | Álvaro Parente                                    | Ocean Racing Technology                           | GP2 Series   | Résultats |
| 2009    | Giedo van der Garde                               | iSport International                              | GP2 Series   | Résultats |
| 2010    | Pastor Maldonado                                  | Rapax                                             | GP2 Series   | Résultats |
| 2010    | Sergio Pérez                                      | Barwa Addax Team                                  | GP2 Series   | Résultats |
| 2011    | Christian Vietoris                                | Racing Engineering                                | GP2 Series   | Résultats |
| 2011    | Luca Filippi                                      | Scuderia Coloni                                   | GP2 Series   | Résultats |
| 2012    | Marcus Ericsson                                   | iSport International                              | GP2 Series   | Résultats |
| 2012    | Josef Král                                        | Barwa Addax Team                                  | GP2 Series   | Résultats |
| 2013    | Sam Bird                                          | Russian Time                                      | GP2 Series   | Résultats |
| 2013    | James Calado                                      | ART Grand Prix                                    | GP2 Series   | Résultats |
| 2014    | Raffaele Marciello                                | Racing Engineering                                | GP2 Series   | Résultats |
| 2014    | Felipe Nasr                                       | Carlin                                            | GP2 Series   | Résultats |
| 2015    | Stoffel Vandoorne                                 | ART Grand Prix                                    | GP2 Series   | Résultats |
| 2015    | Alexander Rossi                                   | Racing Engineering                                | GP2 Series   | Résultats |
| 2016    | Pierre Gasly                                      | Prema Racing                                      | GP2 Series   | Résultats |
| 2016    | Antonio Giovinazzi                                | Prema Racing                                      | GP2 Series   | Résultats |
| 2017    | Artem Markelov                                    | Russian Time                                      | Formule 2    | Résultats |
| 2017    | Sérgio Sette Câmara                               | MP Motorsport                                     | Formule 2    | Résultats |
| 2018    | Nyck de Vries                                     | PREMA Theodore Racing                             | Formule 2    | Résultats |
| 2018    | Nicholas Latifi                                   | DAMS                                              | Formule 2    | Résultats |
| 2019    | Course abandonnée                                 | Course abandonnée                                 | Formule 2    |           |
| 2019    | Course annulée                                    |                                                   | Formule 2    |           |
| 2020    | Reportée à la suite de la pandémie de coronavirus | Reportée à la suite de la pandémie de coronavirus | Formule 2    | Résultats |